# 524 Fidelio
524 Fidelio este un asteroid din centura principală, descoperit pe 14 martie 1904, de Max Wolf.